# 柳本直太郎
柳本 直太郎（やなぎもと なおたろう、1848年4月10日（嘉永元年3月7日）- 1913年（大正2年）3月13日）は明治時代の日本の官僚、教育者。旧越前福井藩士。諱は直満、号は久斎、明治初年の名は寛敬。第一大学区第一番中学（東京大学の前身の1つ）学長、東京外国語学校（東京外国語大学の前身）校長、第3代名古屋市長を歴任した。

## 来歴
嘉永元年3月7日（1848年4月10日）、柳本久兵衛の子として越前国福井に生まれる。微禄の福井藩士だったが、その才を認められて文久元年（1861年）3月に英語の学習を命じられ、翌年、江戸に設けられていた幕府の洋学研究教育機関・蕃書調所に入った。元治元年（1864年）10月、英学修業のため横浜に遊学し、慶応2年（1866年）2月には慶應義塾に入社。さらに慶応3年（1867年）4月、福井藩製造奉行佐々木権六（長淳）の通訳兼従者として軍器購入のため米国に派遣され、アンドリュー・ジョンソン大統領やユリシーズ・グラント臨時陸軍長官に謁見。明治元年（1868年）10月に帰国した後は、翌年9月から再び横浜に遊学した。
明治3年（1870年）3月、前年に新政府が設けた大学の少助教となり、翌年7月に大学が廃され文部省が新設されると文部中助教に進んだ。また明治3年7月には米国に留学する華頂宮博経親王の随行を命じられ、在職のまま再び渡米。親王とともにブルックリン工科大学で入学予備教育を受け、在米少弁務使森有礼からは杉浦弘蔵（畠山義成）、湯地治右衛門（定基）とともに米国留学生総代を命じられたが、母が病にかかり余命わずかとなったことを受けて明治5年（1872年）1月に帰国している。
帰国後は文部大助教、文部少教授、文部省七等出仕、文部省六等出仕を経て10月に少督学に就任。明治7年（1874年）4月に再び文部省六等出仕となったのち、同年9月に出仕を免じられた。この間、南校御用掛兼教場監事（のち監事長）となり、英語課程で窮理学を担当。明治5年3月の南校行幸の際には自然地理学大意を演述している。また同年8月の学制制定により南校が第一大学区第一番中学に改められるとほどなく学長に進み、少督学に転じてからは新設された第一大学区督学局の事務を担当。明治6年（1873年）6月、他の6大学区に督学局が置かれると第二大学区督学事務兼勤となり、各大学区督学局が1局に合併される翌年4月まで第一・第二大学区の学事を監督した。明治7年4月、東京外国語学校副長兼開成学校副長に転じ、翌月には東京外国語学校長に就任した。このほか、省外では明治6年3月に東京府浅草栄久町に開設された私塾・明新学舎の校主となっている。
免出仕後は明治8年（1875年）2月から翌年まで鳥取変則中学校に勤務。明治10年（1877年）1月、兵庫県御用掛となり、同県少書記官、大書記官に進んだのち、明治17年（1884年）1月に長崎県大書記官に転じた。明治19年（1886年）7月、さらに愛知県書記官に転じ、明治26年（1893年）3月に非職となるまで在職。その後、明治27年（1894年）2月から明治30年（1897年）6月まで名古屋市長を務めた。大正2年（1913年）3月13日、享年66で死去。墓所は名古屋市の八事霊園。

## 親族
- 父：久兵衛[1]
- 妹：光子（1852 -） - 海軍少将福島敬典の妻。敬典（1839－1896）は元敦賀藩士、維新後海軍大尉、海軍少将、横須賀軍港司令官を務めた[21]。婿養子の福島縫次郎は福井藩士・藤島神社宮司の大館尚氏の二男で鉄道技師、兄に海軍造兵総監の大館源太郎[22][23][24]。。
- 二女：京子（1881 - 1959） - 植物学者伊藤篤太郎の妻[25]。
- 二男：直人（1882 -） - 東京帝国大学工科大学卒。共成工業取締役、日立工事常務[26]。
- 娘：フク子（1884 -） - 解剖学者久保武の妻[27]。
- 息子：直士 - 東京帝国大学農科大学卒[27]。

## 栄典
- 1873年（明治6年）2月15日 - 従六位[28]
- 1874年（明治7年）9月30日 - 位記返上[29]
- 1881年（明治14年）3月16日 - 正七位[30]
- 1883年（明治16年）12月8日 - 従六位[31]
- 1890年（明治24年）12月26日 - 勲六等瑞宝章[32]
- 1891年（明治25年）12月26日 - 正六位[33]
- 1893年（明治26年）7月10日 - 従五位[34]

## 関連文献
- 「柳本直太郎」（歴代知事編纂会編 『日本の歴代市長 第二巻』 歴代知事編纂会、1984年11月）
- 「柳本」（福井県文書館編 『福井藩士履歴 11 新番格以下4 ウ〜マ』 福井県文書館〈福井県文書館資料叢書〉、2023年3月）